# Tigyi József
Tigyi József (Kaposvár, 1926. március 19. – Pécs, 2016. március 19.) magyar orvos, biofizikus, egyetemi tanár, a Magyar Tudományos Akadémia rendes tagja. Kutatási területe az izomműködés biofizikája és a biológiai sugárhatás elemi jelenségei. 1967 és 1973 között a Pécsi Orvostudományi Egyetem rektorhelyettese, majd 1979-ig rektora. 1988–1990-ben az MTA egyik alelnöke.
| Tigyi József                              | Tigyi József                              |
| Kattints az alábbi külső linkek egyikére! | Kattints az alábbi külső linkek egyikére! |
| ----------------------------------------- | ----------------------------------------- |
| Nem található szabad kép.(?)              |                                           |
| külső link · jogvédett                    | Tigyi József arcképe                      |

## Életpályája
1944-ben érettségizett, majd felvették a Pécsi Tudományegyetem Orvostudományi Karára. Itt szerzett 1950-ben orvosi diplomát. Ennek megszerzése után az egyetem (1951-ben az orvosi kar különvált Pécsi Orvostudományi Egyetem, POTE néven) Biofizikai Intézetének munkatársa lett. 1954-ben adjunktusi, 1957-ben egyetemi docensi kinevezést kapott. 1971-ben megbízták az intézet mellett működő biofizikai tanszék vezetésével, ekkor megkapta egyetemi tanári kinevezését is. Közben 1967-ben az egyetem rektorhelyettesévé választották, majd 1973-ban átvette az egyetem vezetését. Rektori tisztségét hat éven keresztül töltötte be. A tanszéket 1993-ig vezette. Ekkor kapott kutatóprofesszori megbízást is, amit a 2000-es egyetemi integráció után az egyesített Pécsi Tudományegyetemen is megtartott.
1955-ben védte meg az orvostudományok kandidátusi, 1964-ben akadémiai doktori értekezését. Az MTA Biofizikai Bizottságának, illetve a Pécsi Akadémiai Bizottságnak lett tagja. Utóbbinak 1969 és 1973, valamint 1996 és 2005 között elnöke volt. 1967-ben választották meg a Magyar Tudományos Akadémia levelező, 1976-ban pedig rendes tagjává. 1980-ban a Biológiai Tudományok Osztálya elnöke lett, ilyen minőségében az akadémia elnökségének is tagja volt. Tisztségét 1988-ig viselte, amikor az MTA egyik alelnökévé választották. E pozíciójában 1990-ig maradt. Emellett több éven át a Környezet és Egészség Osztályközi Bizottság elnöke volt. 1966-ban a londoni Királyi Orvostudományi Társaság és az Amerikai Biofizikai Társaság, 1990-ben a párizsi Európai Tudományos és Művészeti Akadémia vette fel tagjai sorába. Akadémiai tisztségei mellett 1971–1974-ben a Egészségügyi Világszervezet (WHO) Végrehajtó Bizottságának tagja, illetve alelnöke, 1984 és 1993 között a Nemzetközi Biofizikai Unió (IUPAB) főtitkára volt. A Magyar Biofizikai Társaságot 1969 és 1990 között vezette, majd tiszteletbeli elnöke lett.

## Díjai, elismerései
- Akadémiai Díj (1961)
- MTESZ-díj
- Pécs díszpolgára (2000)
- Grastyán-díj (2003)
- A Magyar Köztársasági Érdemrend középkeresztje (2006)

## Főbb publikációi
- Bindungszustand des Wassers und der Elektrolyts im Muskel (társszerzőkkel, 1950)
- Az izomműködés vizsgálata (1956)
- Herzautomatismus und Radioaktivität (társszerzőkkel, 1959)
- The Effect of 15 MeV Electron Rays on the Activity and Excitability of the Isolated Frog Heart (1962)
- A radioaktív izotópok alkalmazása a kísérletes orvostudományban (1965)
- Spin-label Compounds in Biological Researches (társszerző, 1976)
- Semiconductor Properties of Muscle Membrane (társszerző, 1978)
- Education of Biophysics I–II. (1982, 1990)
- Studies on the Thermal Properties of Various Polyethylene Glycol (PEG) Solutions (társszerzőkkel, 1988)
- Local Anaesthetics Inhibit Receptors Coupled to Phosphoionisitide Signaling in Xenopus Ooctyes (társszerzőkkel, 1997)